# Lihue
Lihue o - secondo la grafia hawaiiana - Līhuʻe è un census-designated place degli Stati Uniti d'America, nella contea di Kauai, della quale è il capoluogo, nello stato delle Hawaii.